# Zagłoba (gromada)
Zagłoba – dawna gromada, czyli najmniejsza jednostka podziału terytorialnego Polskiej Rzeczypospolitej Ludowej w latach 1954–1972.
Gromady, z gromadzkimi radami narodowymi (GRN) jako organami władzy najniższego stopnia na wsi, funkcjonowały od reformy reorganizującej administrację wiejską przeprowadzonej jesienią 1954 do momentu ich zniesienia z dniem 1 stycznia 1973, tym samym wypierając organizację gminną w latach 1954–1972.
Gromadę Zagłoba z siedzibą GRN w Zagłobie utworzono – jako jedną z 8759 gromad na obszarze Polski – w powiecie puławskim w woj. lubelskim na mocy uchwały nr 14 WRN w Lublinie z dnia 5 października 1954. W skład jednostki weszły obszary dotychczasowych gromad Zagłoba, Brzozowa, Kłodnica, Szkuciska, Majdany, Rybaki, Kępa Chotecka i Lubomirka oraz miejscowość Wrzelów kol. z dotychczasowej gromady Wrzelów kol. ze zniesionej gminy Szczekarków w tymże powiecie. 
13 listopada 1954 gromada weszła w skład nowo utworzonego powiatu opolsko-lubelskiego w tymże województwie, gdzie ustalono dla niej 16 członków gromadzkiej rady narodowej.
1 stycznia 1960 do gromady Zagłoba włączono obszar zniesionej gromady Wrzelów w tymże powiecie.
1 stycznia 1962 z gromady Zagłoba wyłączono wieś Niedźwiada Duża, włączając ją do gromady Łaziska w tymże powiecie.
1 stycznia 1969 do gromady Zagłoba włączono wsie Grabowiec i Las Dębowy ze zniesionej gromady Braciejowice w tymże powiecie.
Gromada przetrwała do końca 1972 roku, czyli do kolejnej reformy gminnej.